# 홍지우
홍지우(2003년 4월 17일 ~ )은 대한민국의 축구 선수로 포지션은 중앙 미드필더이며 현재 K리그1 포항 스틸러스 소속이다.